# Hanna Rönnberg
Johanna "Hanna" Sofia Rönnberg, född 16 april 1862 i Tavastehus i Finland, död 9 oktober 1946 i Helsingfors, var en finlandssvensk konstnär och författare.

## Biografi
Hanna Rönnberg var dotter till faktor Johan Rönnberg och Evelina Sofia Rönnberg, född Stenvall. Hon utbildade sig vid Finska konstföreningens ritskola i Helsingfors 1875–1881 och vid Konstakademien i Stockholm 1881–1885. Hon studerade också i Paris, vid Académie Julian 1887–1889 och senare vid Académie Colarossi. 
Rönnberg målade impressionistiska landskap och var tidigt verksam i Önningebykolonin runt Victor Westerholm på Åland. Däri ingick bland andra Elin Danielson-Gambogi, Eva Topelius, Dora Wahlroos, J.A.G. Acke och Edvard Westman. Hon reste senare med Edvard Westman, som hon en tid var förlovad med, till Skagen i Danmark och båda kom att bli upptagna i konstnärskolonin där. Förlovningen bröts dock efter ett par år och båda konstnärerna förblev ogifta. 
Hon var redaktör för Hemma och ute 1910–1917 och skrev flera böcker som ung, främst noveller med motiv från Ålands skärgård, och som äldre böcker med minnen från konstnärskarriären och konstnärskolonierna i Skagen och Önningeby.

## Målningar
- Tvätterskorna
- Landskap från Åland
- De fjäderstritande gummorna
- Altartavlan i Grankulla kyrka 1917
- Altartavlan i Säynätsalo kyrka 1927

### Galleri

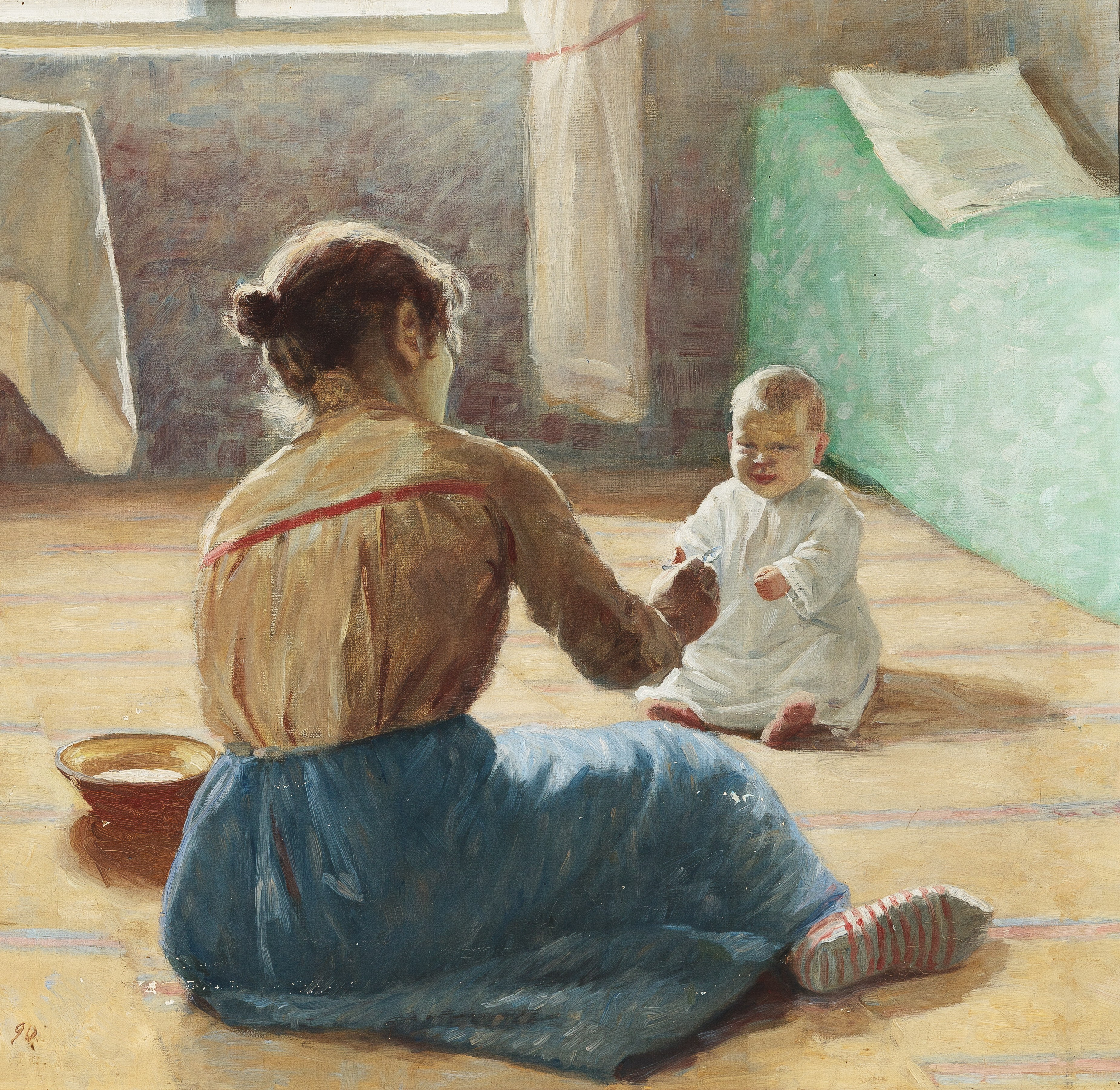
Mor och barn, 1890
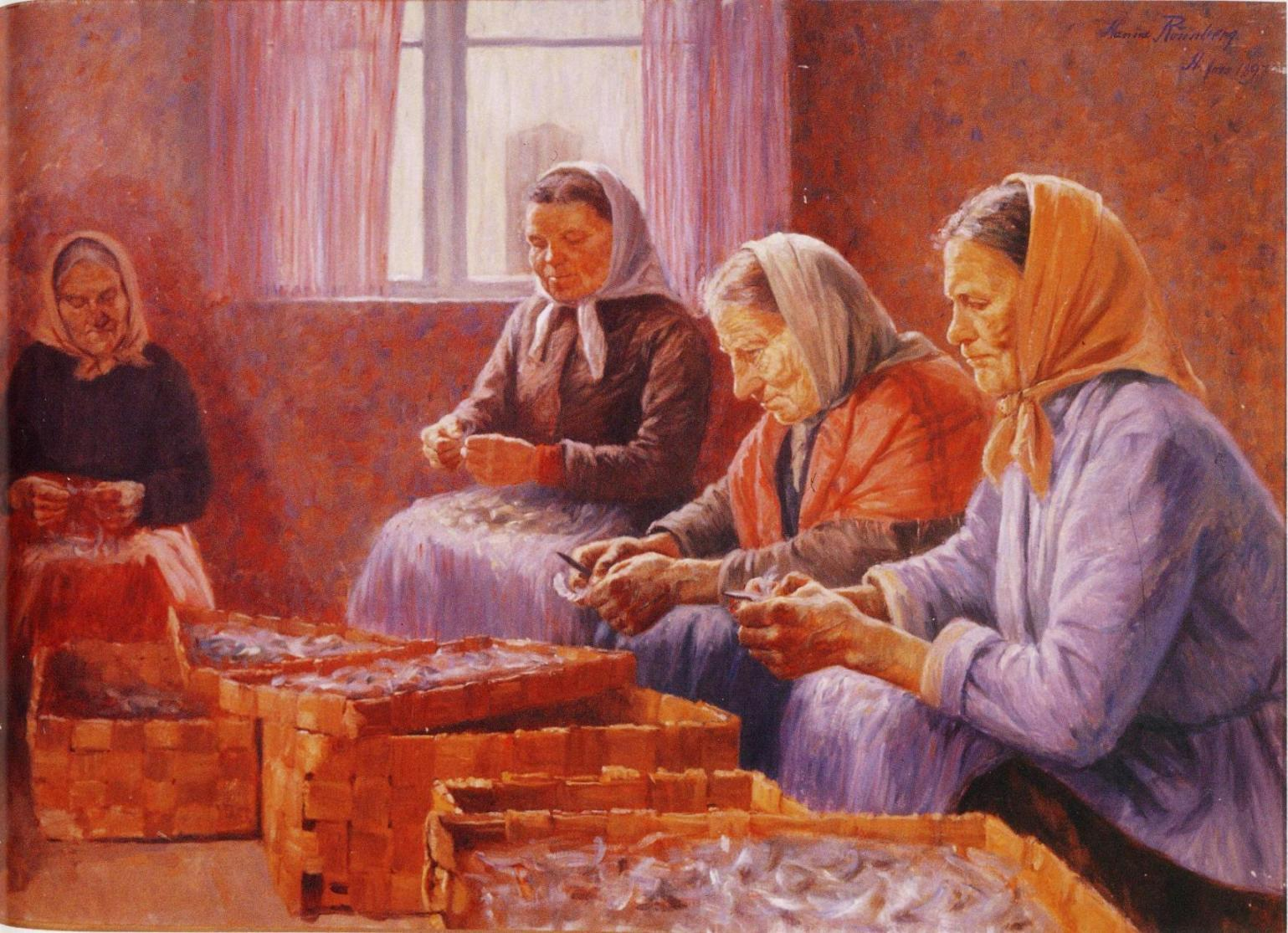
På arbetsplatsen, 1893
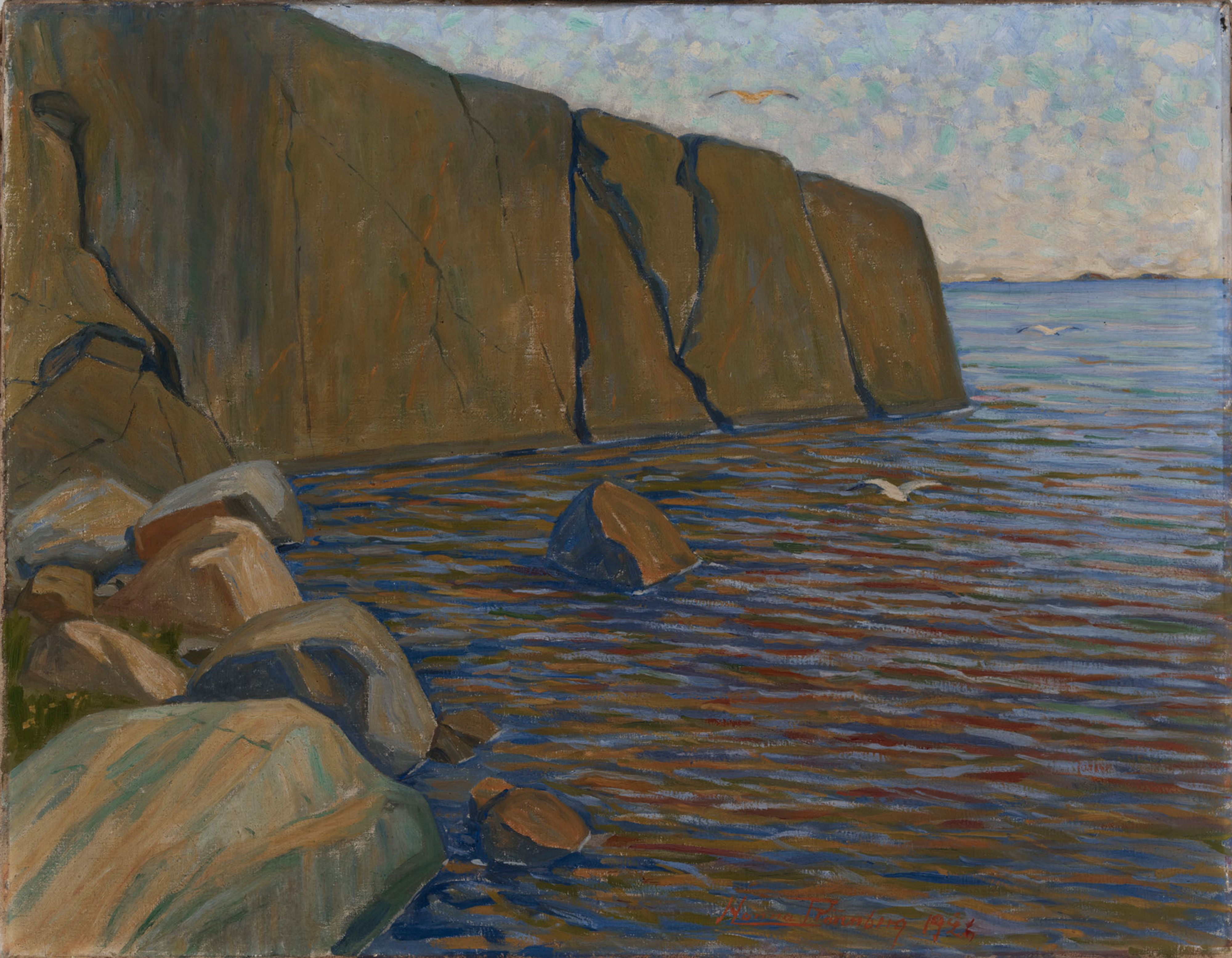
Klippig strand, 1892

### Skönlitteratur
- Från Ålands skär : sägner och historier. Helsingfors: Söderström. 1899. Libris frcnvczwc7nlp98r. http://hdl.handle.net/2077/62645
  -  Faksimilutgåva. Önningeby hembygdsförenings publikationer, 99-0904153-7. Mariehamn: Önningeby hembygdsfören. 1991[1899]. Libris 1298562
- Nasta Savenko med flera berättelser. Stockholm: Hæggström. 1901. Libris 1728263
- Brovaktens historier. Helsingfors: Helios. 1904. Libris 8397482
  -  2. tillökta uppl. Helsingfors: Lilius & Hertzberg. 1909. Libris 8397483
  -  Faksimilutgåva. Mariehamn: Önningeby museet. 1997[1904]. Libris 7854756. ISBN 952-90-9246-6
- Bredbolstad med flere folklivsskildringar. Helsingfors. 1907
- Fri horisont : en historia ur konstnärslifvet. Helsingfors. 1913. Libris 3022967 - Hemma och ute. Romanbilaga.

### Varia
- Den Åländska ögruppen. Stockholm. 1908. Libris 3022968 - Särtryck ur Ord och Bild 17(1908):6.
- Konstnärsliv i slutet av 1880-talet. Helsingfors. 1931. Libris 2047811
  -  Ny utgåva. Önningeby hembygdsförenings publikationer, 99-0904153-7. Mariehamn: Önningebymuseet. 1993. Libris 1720753
- Konstnärsliv : konstnärskolonien på Åland 1886-1914, 2. 1938. Libris 1830094

## Priser
- Andra pris i Dukattävlingen 1891 (för Landskap från Åland)
- Första pris i Duktattävlingen 1893 (för De fjäderstritande gummorna)
- Statens litteraturstipendium 1904 (för Brovaktens historier)